# 施甸県
施甸県（しでんけん）は中国雲南省の保山市の管轄下にある県。県人民政府は甸陽鎮に置かれている。

## 行政区画
下部に5鎮、6郷、2民族郷を管轄する。
- 鎮：甸陽鎮、由旺鎮、仁和鎮、太平鎮、姚関鎮
- 郷：万興郷、酒房郷、旧城郷、老麦郷、何元郷、水長郷
- 民族郷：擺榔イ族プーラン族郷、木老元プーラン族イ族郷

## 交通

### 道路
- 国道
  - G555国道（中国語版）

- 省道
  -  238省道

- 県道
  -  191県道

## 健康・医療・衛生
- 施甸県中医医院
- 施甸県婦幼保健院
- 施甸県衛生防疫站